# Delhi-Halbmarathon
Der Delhi-Halbmarathon (offizielle Bezeichnung Airtel Delhi Half Marathon) ist ein Halbmarathon, der seit 2005 in Neu-Delhi stattfindet, und einer der höchstdotierten Straßenläufe weltweit. Er steht in der Tradition der Halbmarathon-Weltmeisterschaften 2004.
Start und Ziel der Wendepunktstrecke ist am Nehru Park.  Zunächst beschreibt der Kurs einen Bogen nach Süden, bevor er sich von Südosten dem India Gate nähert. Von dort geht es westwärts in den Rajpath.  An der Kreuzung mit dem  Janpath   biegt man nach Norden ab und erreicht den Wendepunkt auf dem Windsor Place Circle.
Inklusive der Nebenwettbewerbe nahmen 2009 über 29.000 Menschen an der Veranstaltung teil. Allerdings lässt nur ein Bruchteil der Läufer seine Zeit mit einem Transponder registrieren.

## Statistik

### Streckenrekorde
- Männer: 58:53 min, Amedework Walelegn (ETH), 2020
- Frauen: 1:04:46 h, Yalemzerf Yehualaw (ETH), 2020

### Siegerliste
| Datum         | Männer                   | Nation    | Zeit    | Frauen                | Nation    | Zeit    |
| ------------- | ------------------------ | --------- | ------- | --------------------- | --------- | ------- |
| 16. Okt. 2022 | Chala Regasa             | Äthiopien | 1:00:30 | Irene Cheptai         | Kenia     | 1:06:42 |
| 29. Nov. 2020 | Amedework Walelegn       | Äthiopien | 0 58:53 | Yalemzerf Yehualaw    | Äthiopien | 1:04:46 |
| 20. Okt. 2019 | Andamlak Belihu -2-      | Äthiopien | 0 59:10 | Tsehay Gemechu -2-    | Äthiopien | 1:06:00 |
| 21. Okt. 2018 | Andamlak Belihu          | Äthiopien | 0 59:18 | Tsehay Gemechu        | Äthiopien | 1:06:50 |
| 19. Nov. 2017 | Birhanu Legese -2-       | Äthiopien | 0 59:46 | Almaz Ayana           | Äthiopien | 1:07:11 |
| 20. Nov. 2016 | Eliud Kipchoge           | Kenia     | 0 59:44 | Worknesh Degefa       | Äthiopien | 1:07:42 |
| 29. Nov. 2015 | Birhanu Legese           | Äthiopien | 0 59:20 | Cynthia Jerotich Limo | Kenia     | 1:08:35 |
| 23. Nov. 2014 | Guye Adola               | Äthiopien | 0 59:06 | Florence Kiplagat -2- | Kenia     | 1:10:04 |
| 15. Dez. 2013 | Atsedu Tsegay            | Äthiopien | 0 59:12 | Florence Kiplagat     | Kenia     | 1:08:02 |
| 30. Sep. 2012 | Edwin Kipyego            | Kenia     | 1:00:55 | Wude Ayalew           | Äthiopien | 1:11:10 |
| 27. Nov. 2011 | Lelisa Desisa            | Äthiopien | 0 59:30 | Lucy Wangui Kabuu     | Kenia     | 1:07:04 |
| 21. Nov. 2010 | Geoffrey Kiprono Mutai   | Kenia     | 0 59:38 | Aselefech Mergia -2-  | Äthiopien | 1:08:35 |
| 1. Nov. 2009  | Deriba Merga -2-         | Äthiopien | 0 59:54 | Mary Keitany          | Kenia     | 1:06:54 |
| 9. Nov. 2008  | Deriba Merga             | Äthiopien | 0 59:15 | Aselefech Mergia      | Äthiopien | 1:08:17 |
| 28. Okt. 2007 | Dieudonné Disi           | Ruanda    | 1:00:43 | Deriba Alemu          | Äthiopien | 1:10:30 |
| 15. Okt. 2006 | Francis Kibiwott Larabal | Kenia     | 1:01:36 | Lineth Chepkurui      | Kenia     | 1:10:40 |
| 16. Okt. 2005 | Philip Rugut             | Kenia     | 1:01:55 | Irina Timofejewa      | Russland  | 1:10:35 |